# إدوارد هارتفيغ
إدوارد هارتفيغ (بالبولندية: Edward Hartwig)‏ هو مصور بولندي، ولد في 6 سبتمبر 1909 في موسكو في روسيا، وتوفي في 28 أكتوبر 2003 في وارسو في بولندا.

## وصلات خارجية
- إدوارد هارتفيغ على موقع ديسكوغز (الإنجليزية)